# 尼崎市立大島小学校
尼崎市立大島小学校（あまがさきしりつ おおしましょうがっこう）は、兵庫県尼崎市稲葉荘にある公立小学校。2024年（令和6年）5月1日現在の児童数は396名である。

## 沿革
- 1941年（昭和16年）4月1日 - 大庄第三尋常小学校開校し、同日付けで、国民学校令により、大庄第三国民学校と改称。
- 1942年（昭和17年）2月11日 - 市町村合併により、尼崎市立大島国民学校と改称。
- 1944年（昭和19年）8月20日 - 集団疎開実施。
- 1947年（昭和22年）4月1日 - 学制改革により、尼崎市立大島小学校と改称。
- 1951年（昭和26年）10月15日 - 尼崎市立浜田小学校開校により、児童925名を分離。
- 1956年（昭和31年）12月18日 - 給食調理室新築。
- 1960年（昭和35年）3月5日 - 3教室増築完成。
- 1962年（昭和37年）
  - 3月31日 - 3教室増築完成。
  - 8月4日 - プール完成。
- 1965年（昭和40年）3月10日 - 体育館兼講堂落成。体育館開き挙行。校歌発表会開催。
- 1966年（昭和41年）7月16日 - 3教室（特別教室）完成。
- 1971年（昭和46年）6月10日 - 創立30周年記念式を挙行。
- 1974年（昭和49年） - 鉄筋校舎（西側）を竣工。
- 1975年（昭和50年）8月30日 - 労災病院内病虚弱学級「こだま学級」発足。
- 1976年（昭和51年）3月31日 - 西校舎4階（8教室）1階を管理棟にする改造工事完了。
- 1977年（昭和52年） - 航空騒音による、校舎防音工事開始。
- 1980年（昭和55年）3月1日 - 校舎・施設の機械警備開始。
- 1981年（昭和56年）3月15日 - 創立40周年記念誌発刊。
- 1982年（昭和57年）3月20日 - 給食室・市職員室改造工事完了。
- 1985年（昭和60年）3月20日 - 金網フェンス化・植栽工事完了。
- 1991年（平成3年）
  - 4月8日 - 障害児学級（知的）発足。
  - 5月25日 - 創立50周年記念式挙行。
- 1992年（平成4年）
  - 4月1日 - 障害児学級（情緒）1学級増。
  - 9月29日 - 体育館改修工事完了。
- 1995年（平成7年）1月17日 - 5時46分頃、兵庫県南部地震（阪神・淡路大震災）が発生。校舎に被害が出た。本校へ避難者約300人。
- 1996年（平成8年）3月7日 - 震災による破損箇所改修工事完了。
- 1997年（平成9年）1月 - 西側花壇改修（レンガ）。
- 1998年（平成10年）3月 - 果樹園完成。
- 1999年（平成11年）10月 - 生活科教室完成。
- 2000年（平成12年）3月 - ビオトープ（池）完成。
- 2001年（平成13年）
  - 3月 - プール新築工事完了。
  - 9月 - 運動場整備と家庭科室整備の両工事。
- 2002年（平成14年）
  - 4月 - 障害児学級（肢体不自由）新設。
  - 11月 - 東校舎・西校舎の外装整備と視聴覚室新設の両工事。
- 2003年（平成15年）7月 - 障害児学級整備工事。
- 2007年（平成19年）4月 - 特別支援学級（弱視）新設。
- 2008年（平成20年）8月 - 小学校プール一般開放。
- 2009年（平成21年）4月 - 特別支援学級（自閉症・情緒）新設。
- 2010年（平成22年）4月 - 全クラスに大型液晶テレビ設置。
- 2011年（平成23年）11月4日 - 創立70周年記念式挙行。
- 2012年（平成24年）6月 - この月から8月まで、耐震化工事。

## 通学区域と進学先中学校
出典

### 通学区域
- 南武庫之荘11丁目（11番(12～27号)・12番）
- 南武庫之荘12丁目（2～22番）
- 大庄北1丁目（25番(9～24号)）
- 大庄北2丁目（1番(15～19号)・2～22番）
- 大庄北3丁目（全域）
- 大庄北4丁目（1～7番・10～23番）
- 稲葉荘1丁目（全域）
- 稲葉荘2丁目（全域）
- 稲葉荘3丁目（全域）
- 稲葉荘4丁目（全域）
- 稲葉元町1丁目（全域）
- 稲葉元町2丁目（全域）
- 稲葉元町3丁目（全域）
- 西立花町4丁目（5番）
- 西立花町5丁目（8～11番）

### 進学先中学校
市立中学校に進学する場合
- 尼崎市立大庄北中学校

## 著名な出身者
- 前田悟（元バレーボール選手）

## 周辺
- 尼崎市立下稲葉公園 - 尼崎市道をはさんで、南側に隣接。
- 日本フリーメソジスト尼崎西教会
- 尼崎市立大島幼稚園 - 下稲葉公園と尼崎市道をはさんで、南側に隣接。かつ、進学前幼稚園のひとつ。
- 兵庫県道42号尼崎宝塚線
- 尼崎稲葉荘郵便局
- 尼崎市消防局西消防署
- 関西ろうさい病院
- 社会福祉法人西光寺和順会おおしま保育園 - 進学前保育園のひとつ。
- なお、学校周辺には、中小規模のマンション・アパートが点在するほか、県道42号線沿いには、ロードサイド店も点在。

## アクセス
- 阪神バス「尼崎宝塚線」・「杭瀬宝塚線」・「宝塚甲子園線」・「47系統 武庫車庫〜武庫川線」で、「尼崎西消防署前」停留所下車後、ページトップの画像にある校地南側の正門まで、
  - 宝塚行、安倉行、阪神甲子園行、武庫営業所行のりばから、徒歩約140m・約2分。
  - 阪神尼崎（北）・阪神杭瀬駅北行、尼崎浜田車庫行、武庫川行のりばから、徒歩約170m・約3分（停留所付近に設置されている県道42号線を跨ぐ西大島歩道橋経由）。

## 通学区域が隣接している学校
- 尼崎市立武庫南小学校
- 尼崎市立水堂小学校
- 尼崎市立七松小学校
- 尼崎市立浜田小学校
- 尼崎市立大庄小学校
- 尼崎市立成文小学校
- 西宮市立上甲子園小学校
- 西宮市立瓦木小学校